# Scsugor
A Scsugor (oroszul: Щугор, Щугырь) folyó Oroszország európai részén, Komiföldön, a Pecsora jobb oldali mellékfolyója.

## Földrajz
Hossza: 300 km, vízgyűjtő területe: 9660 km², évi közepes vízhozama (a torkolattól 30 km-re): 252 m³/sec.
Az Északi-Urál közepén, Komiföld keleti részén ered. Kezdetben a Sarkközeli-Urál vonulata mentén északi irányba folyik, majd nagy kanyart tesz nyugat felé. A Pecsora-alföldön nyugat felé folytatja útját és Uszty-Scsugor településnél a Pecsorába torkollik. 
Október végén, novemberben befagy és májusban, június elején szabadul fel a jég alól. Tavaszi áradása májustól júliusig tart. Vegyesen hóolvadék- és esővíz táplálja. 
Leghosszabb, jobb oldali mellékfolyója a Nagy-Patok (121 km).